# Doleschallia mariae
Doleschallia mariae är en fjärilsart som beskrevs av Hans Fruhstorfer 1903. Doleschallia mariae ingår i släktet Doleschallia och familjen praktfjärilar. Inga underarter finns listade i Catalogue of Life.